# Нурсипатов, Нуржан Нурланбекович
Нуржан Нурланбекович Нурсипатов (каз. Нұржан Нұрланбекұлы Нұрсипатов, род. 17 мая 1957 года, Аягузский район, Семипалатинская область, Казахская ССР) — казахстанский государственный деятель, депутат сената парламента Республики Казахстан от Павлодарской области (с 2017 года).

## Биография
Происходит из рода жастабан племени абак керей.
Окончил Высшие курсы Комитета государственной безопасности СССР, Карагандинский государственный университет.
Трудовую деятельность начал в 1973 году в комсомольском молодёжном коллективе.
С 1980 по 1982 годы — работал руководителем на разных участках сельскохозяйственной отрасли Семипалатинской области.
С 1982 по 1992 годы — оперуполномоченный, старший оперуполномоченный Аягозского районного отдела и управления Комитета государственной безопасности по Семипалатинской области.
С 1992 по 2006 годы — заместитель начальника отдела, начальник отдела, заместитель начальника управления, начальник управления, заместитель начальника службы, заместитель начальника департамента контрразведывательных, кадрового, информационно-аналитического, разведывательного, инспекторского подразделений центрального аппарата Комитета национальной безопасности Республики Казахстан.
С 2006 по 2007 годы — начальник управления Комитета национальной безопасности по городу Семей.
С 2007 по 2013 годы — первый заместитель начальника департамента Комитета национальной безопасности по Восточно-Казахстанской области.
С 2013 по 2017 годы — начальник департамента Комитета национальной безопасности по Павлодарской области. В мае 2015 года указом президента Нуржану Нурсипатову было присвоено звание генерал-майора национальной безопасности.
С 29 июня 2017 года — депутат сената парламента Республики Казахстан от Павлодарской области, член комитета по международным отношениям, обороне и безопасности.

## Награды
- Орден «Курмет» (2020 года)[7]
- Почётный сотрудник Комитета национальной безопасности Республики Казахстан
- Медаль «10 лет независимости Республики Казахстан» (2001)
- Медаль «10 лет Конституции Республики Казахстан» (2005)
- Медаль «10 лет Астане» (2008)
- Медаль «20 лет независимости Республики Казахстан» (2011)
- Медаль «За вклад в обеспечение национальной безопасности»
- Медаль «Щит национальной безопасности» (І, ІІ, ІІІ степени)
- Медаль «За безупречную службу» (Казахстан) (І, ІІ, ІІІ степени)
- Медаль «Ветеран Комитета национальной безопасности Республики Казахстан»
- Медаль «Генерал-майор авиации Талгат Бегельдинов»
- Почетный гражданин Аягозского района Восточно-Казахстанской области.
- Почётная грамота Совета Межпарламентской Ассамблеи государств — участников Содружества Независимых Государств (21 ноября 2019 года, Межпарламентская ассамблея СНГ) — за активное участие в деятельности Межпарламентской Ассамблеи и её органов, вклад в укрепление дружбы между народами государств — участников Содружества Независимых Государств[8][9]